# Morano Calabro
Pour les articles homonymes, voir Morano.
Morano Calabro est une commune italienne de la province de Cosenza, dans la région de Calabre. Au 31 décembre 2019, elle compte 4 201 habitants.

## Histoire
Au XIVe siècle, Morano fut un fief de la puissante famille des Sanseverino, seigneurs de Castrovillari, de Bisignano et d'autres centres de la proche Lucanie. 

## Géographie

### Hameaux
Campotenese.

### Communes limitrophes
Castrovillari, Mormanno, Rotonda, San Basile, Saracena, Viggianello.

## Galerie

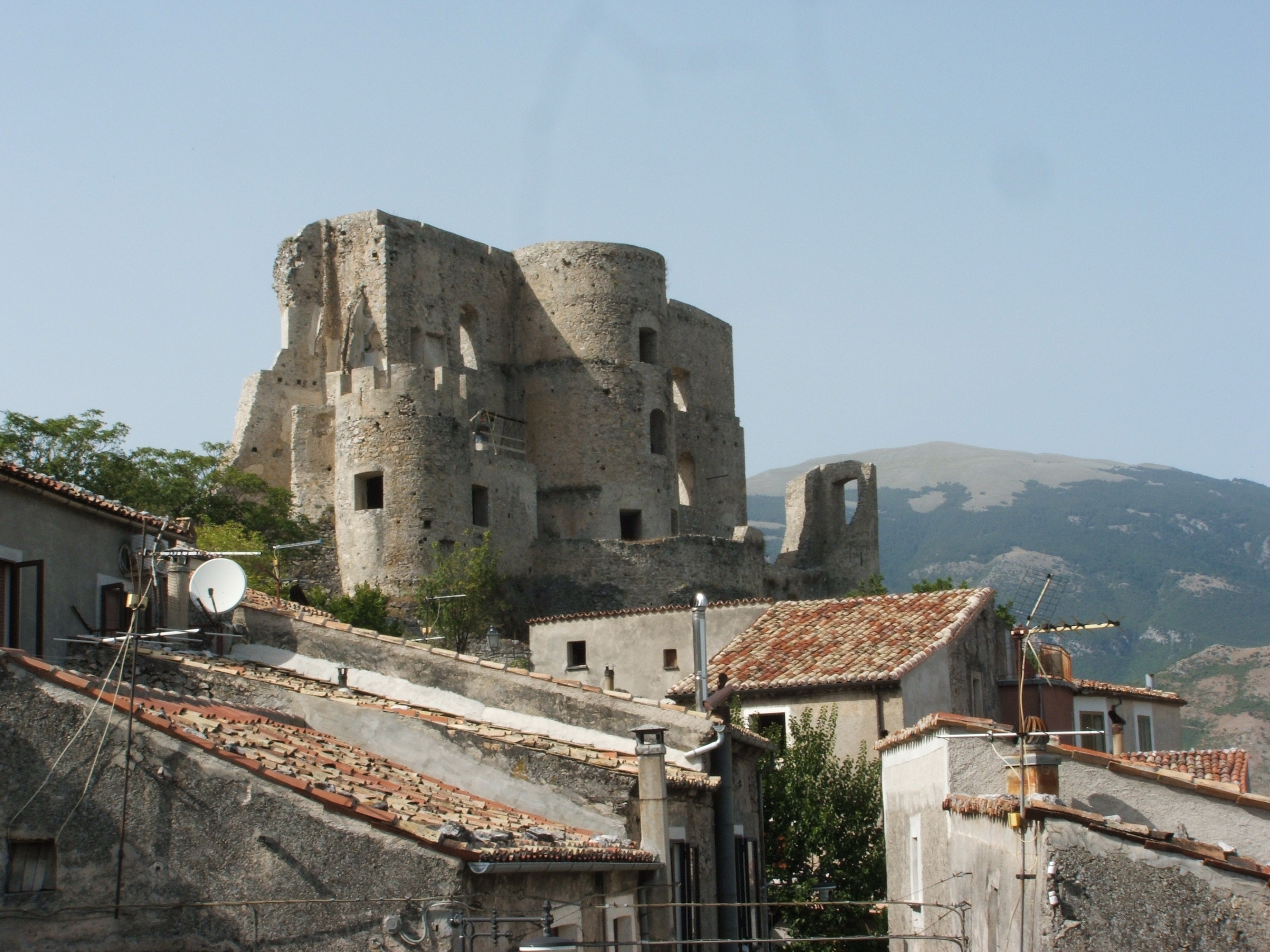
Château médiéval.
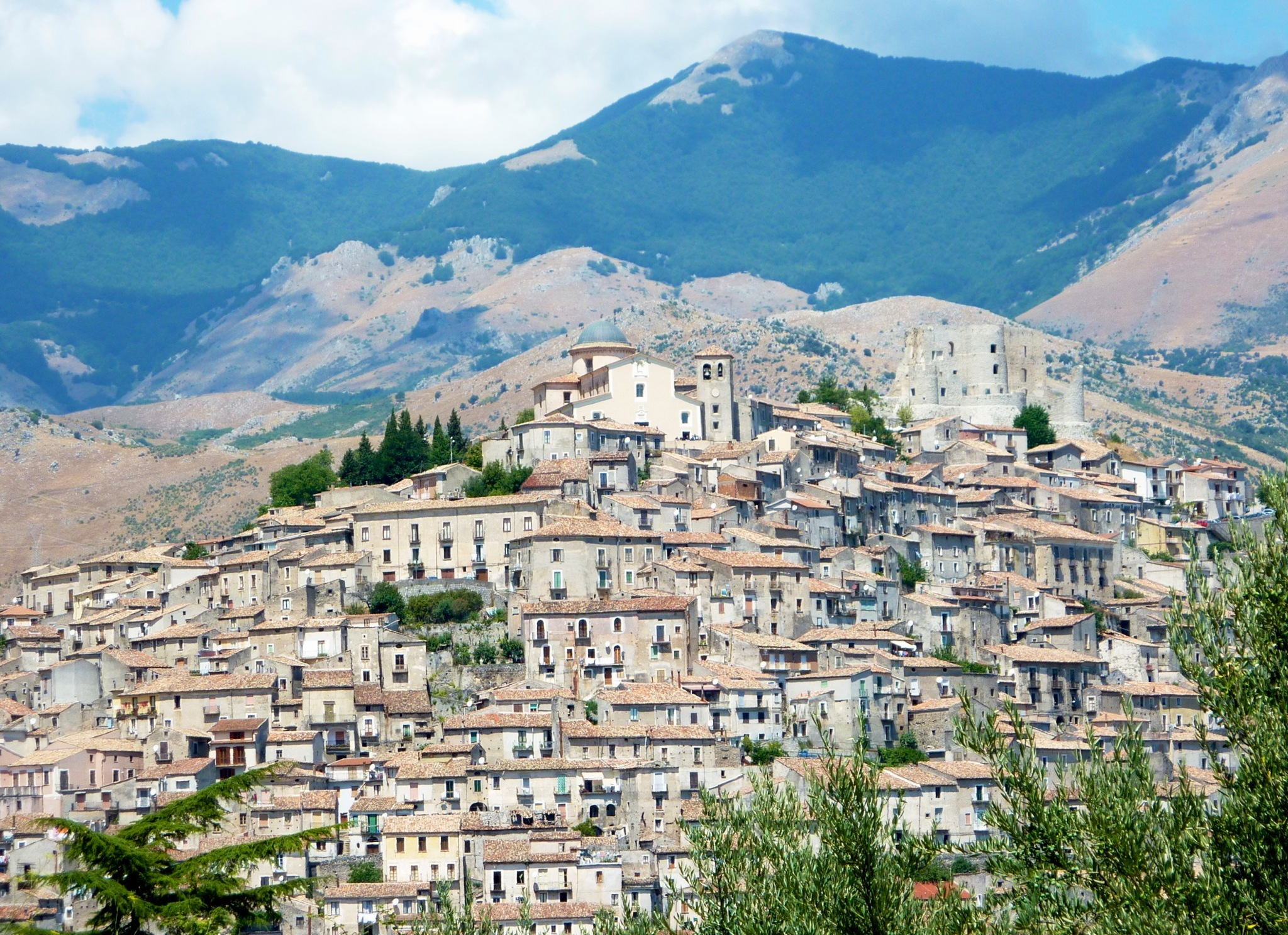
Panorama.
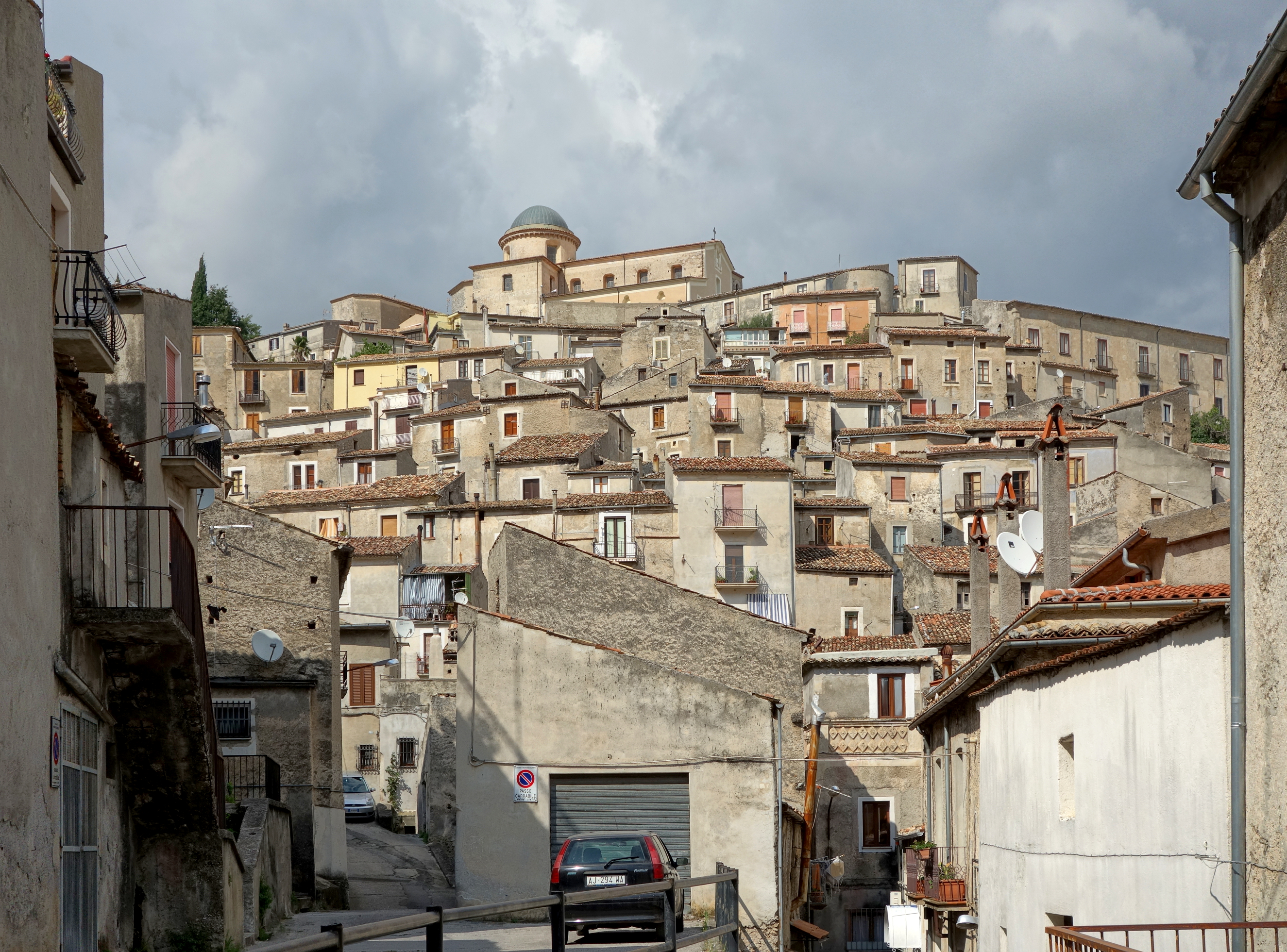
Vue du bourg.
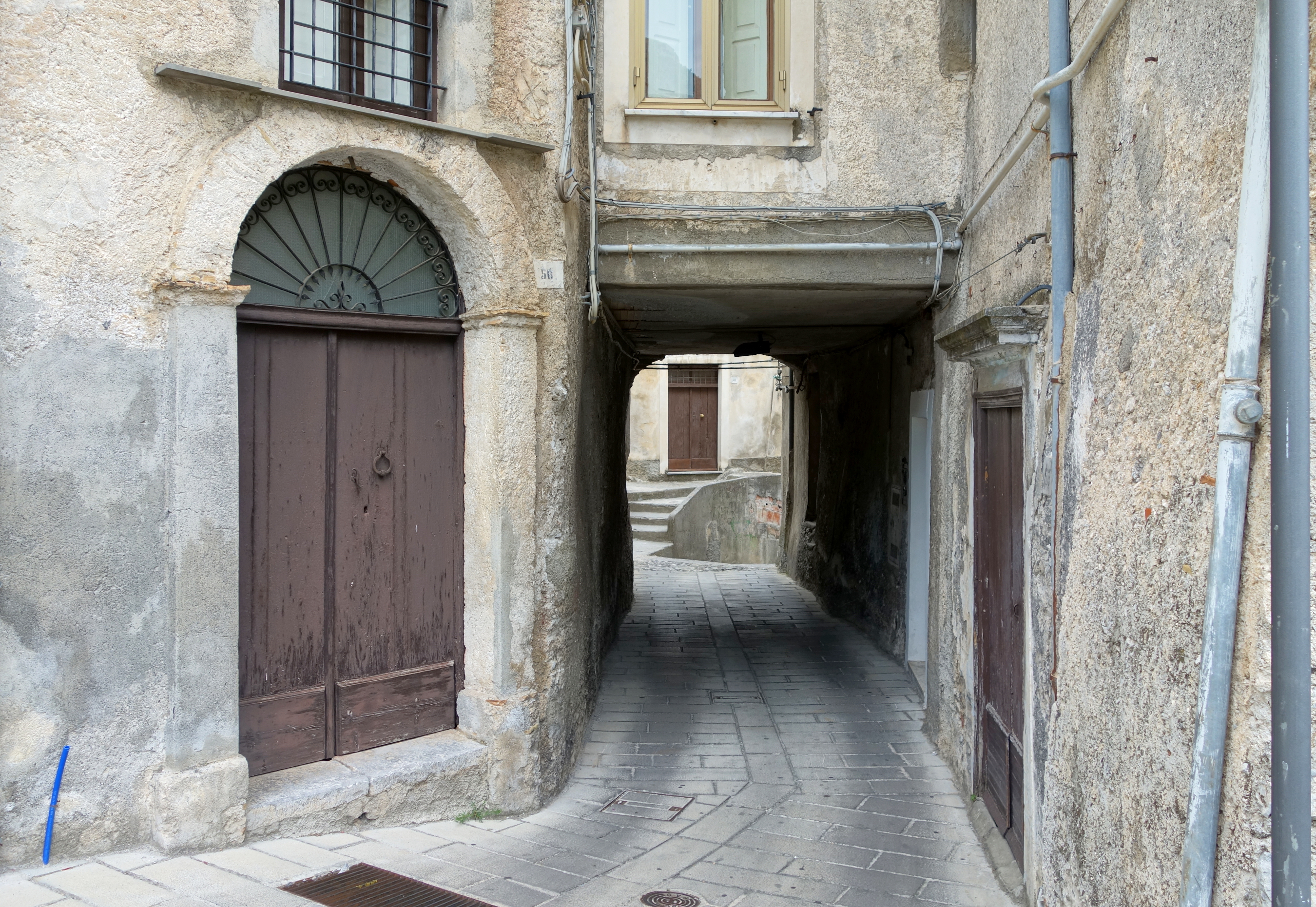
Ruelle typique.
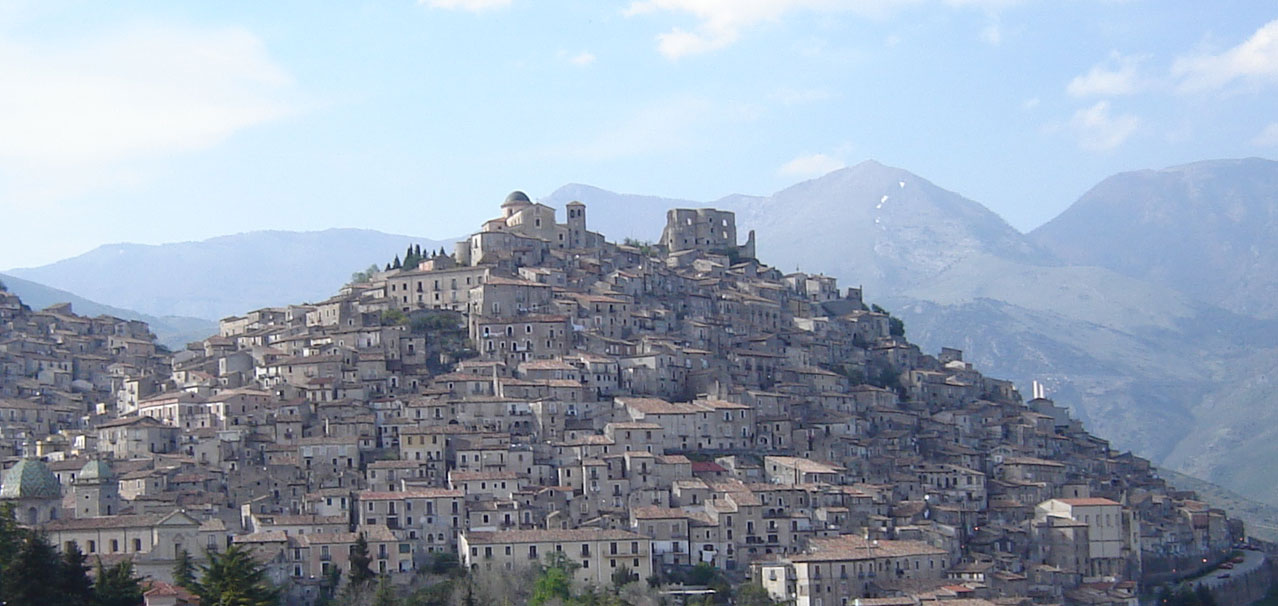
Vue générale.

## Administration
| Période | Période  | Identité          | Étiquette     | Qualité |
| ------- | -------- | ----------------- | ------------- | ------- |
| 2014    | En cours | Nicolò De Bartolo | liste civique |         |

## Personnalités
- Francesco Maria Spinelli (1686-1752), philosophe et écrivain italien.
- Gaetano Scorza